# Socha Josefa Švejka v Kralupech nad Vltavou
Socha Josefa Švejka v Kralupech nad Vltavou se nachází na Palackého náměstí naproti Městskému úřadu. Švejk, titulní postava knihy Osudy dobrého vojáka Švejka za světové války od Jaroslava Haška, sedí na lavičce se psem na klíně a má podobu Rudolfa Hrušínského, jenž Švejka ztvárnil ve filmové verzi Dobrý voják Švejk a Poslušně hlásím. Sochu vytvořil  Albert Králiček v roce 2017.

## Vznik sochy

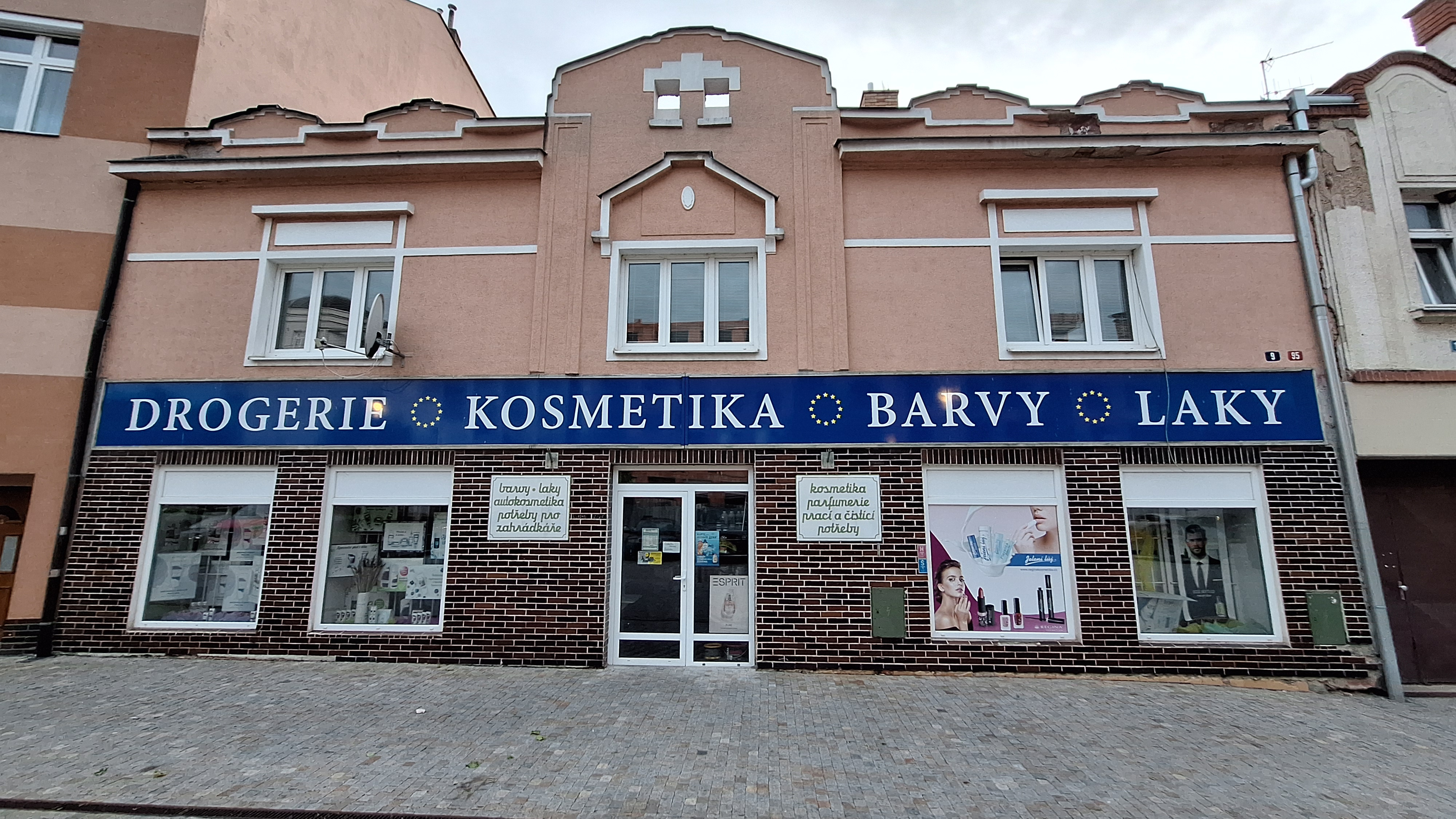
Vaňkova drogerie dnes

Kralupy jsou v románu o Švejkovi zmíněny sedmkrát. Důvodem je postava drogisty Jana Vaňka, který nebyl zcela smyšlená postava, byl inspirován Janem Vaňkem, který vlastnil v Kralupech na Palackého náměstí drogerii. Ta stále je na stejném místě a socha Švejka na ni ze své lavičky hledí. Vaněk se s Haškem znal a jeho potomci stále žijí v Kralupech, na kralupském hřbitově je i jeho hrob. To inspirovalo skupinu kralupských nadšenců, která si říkala „Spolek pro instalaci sochy Josefa Švejka v Kralupech“, k prosazení vzniku Švejkovy sochy.
Spolek pro instalaci sochy Josefa Švejka vznikl 26. března 2014. Zakladateli bylo pět přátel, Kamil Hainc, Václav Gabriel, Miroslav Sitař, Jan Felix a František Berka, kteří si říkali také Stolní společnost nebo G4 podle společenství zemí G7. Kamil Hainc se stal svědkem odhalení sochy na Ukrajině, kde se setkal s Richardem Haškem. Poté se zúčastnili konference švejkologů v Lipnici nad Sázavou, kde starostka Putimi oznámila výběr peněz k realizaci sochy. Miroslav Sitař jí věnoval peníze a při odhalení lipnického pomníku pak vznikla myšlenka kralupské sochy.

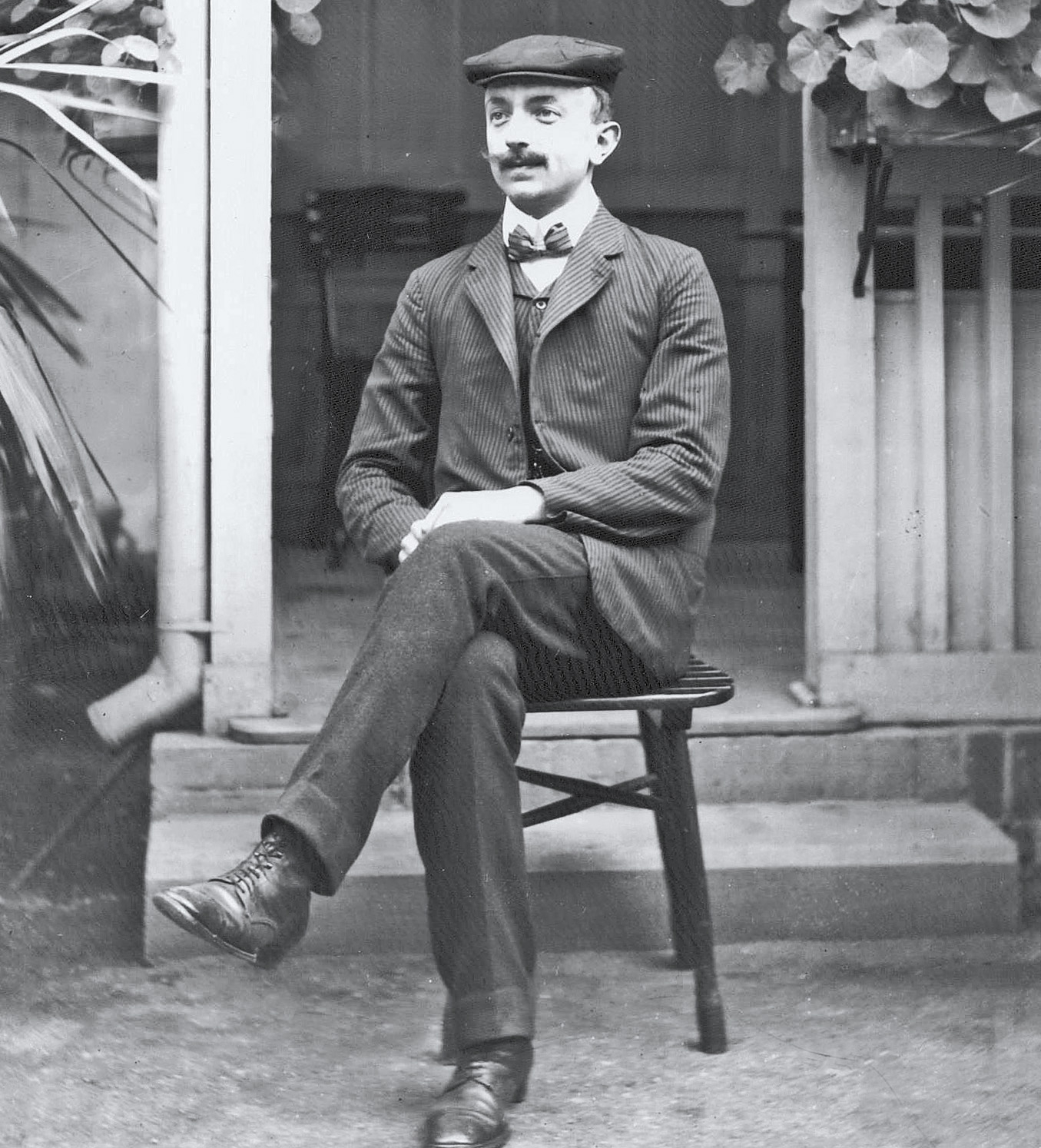
Drogista Jan Vaněk

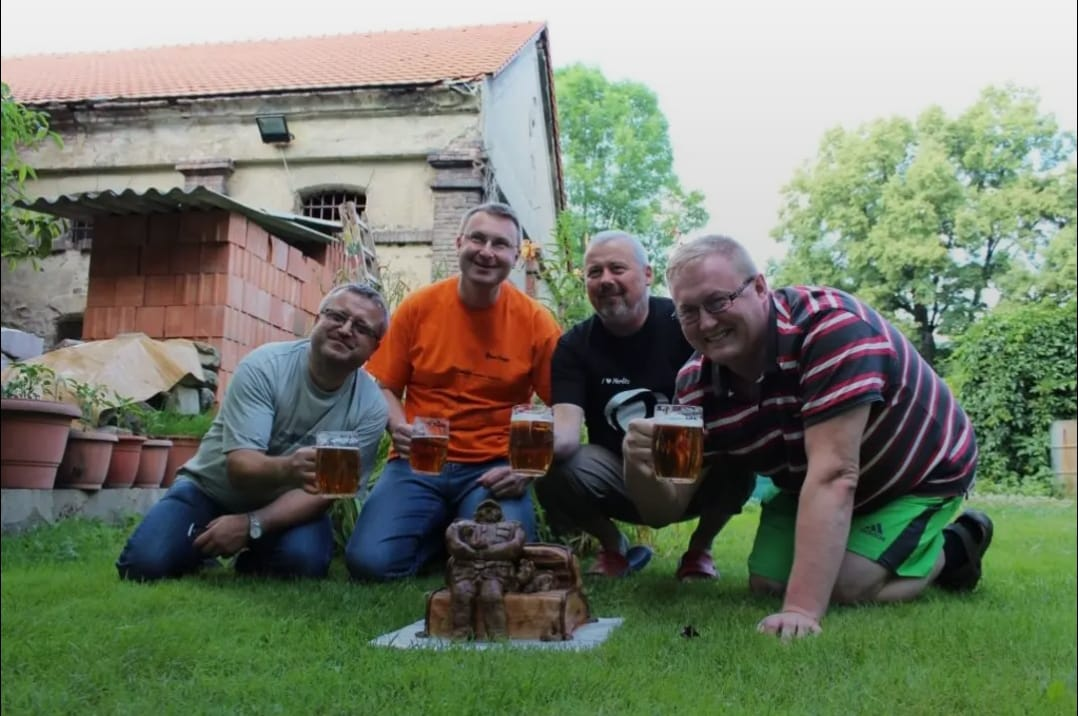
Spolek pro instalaci sochy Josefa Švejka (zleva Jan Felix, Kamil Hainc, Miroslav Sitař, Václav Gabriel)

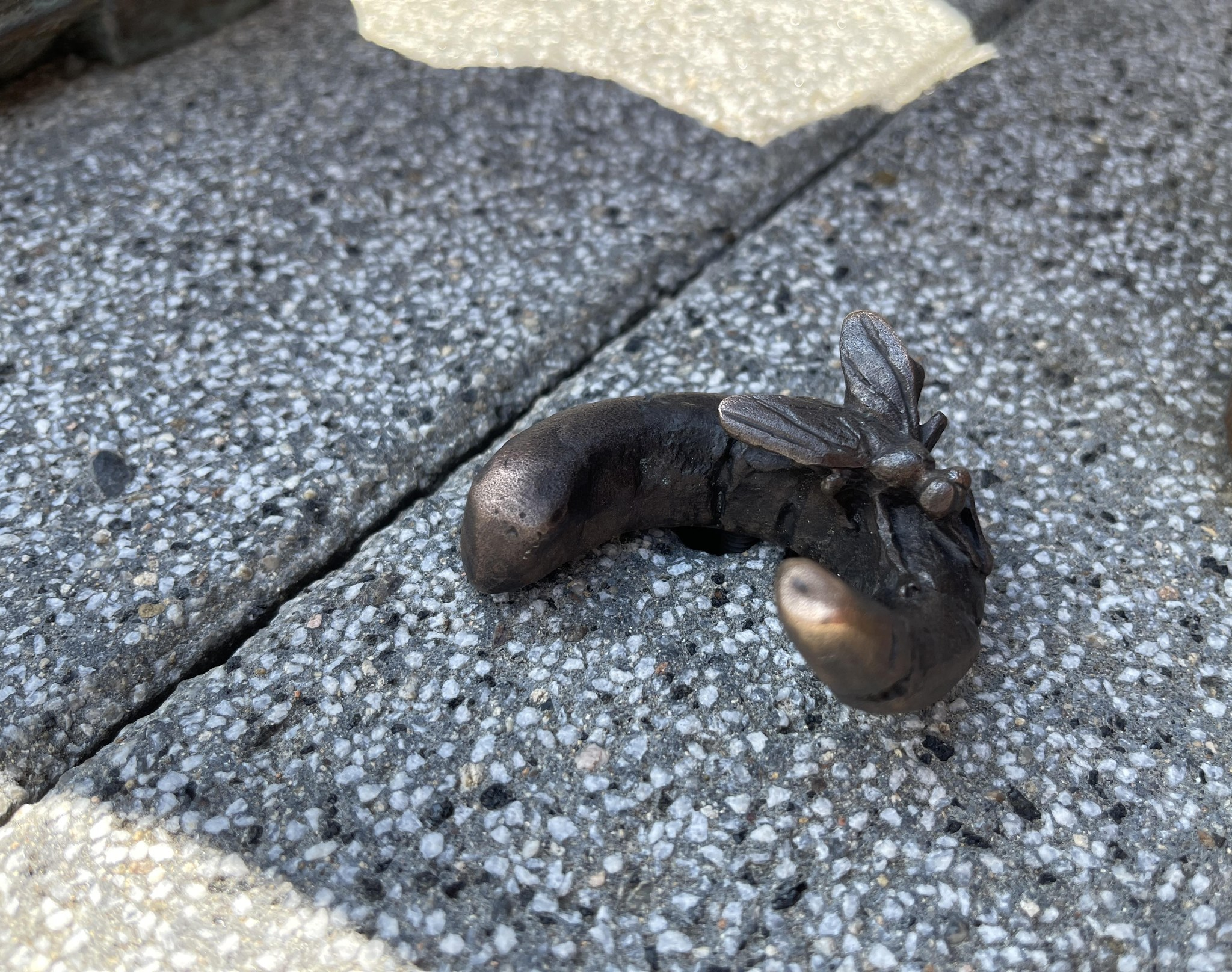
Detailní snímek hovínka s mouchou, které se nachází vedle Švejkových nohou a je součástí celého díla.

Po instalaci sochy se Spolek pro instalaci sochy Josefa Švejka v Kralupech přejmenoval na Spolek přátel Josefa Švejka. Pod tímto názvem organizovali Švejkovy cyklomanévry a motomanévry, akce dostupné veřejnosti, které se většinou konaly v restauraci U Kohouta. Uspořádali také projekt Čteme Švejka a vyjíždí na srazy haškologů všude po Evropě.
Na sochu bylo vybráno přes půl milionu korun, všechny od občanů, město zaplatilo až samotný odhalovací ceremoniál. Peníze se vybíraly téměř tři roky.
Václav Gabriel psal desítkám sochařů. Jednoho dne sochař Albert Králiček z Nové Paky přijel do Kralup pro nějaké materiály, dozvěděl se o soše a spolku se ozval. Byl pak vybrán jako její tvůrce. Modelem seděl Roman Dvořák z Neratovic. Socha se odlévala v umělecké slévárně v Horní Kalné v Podkrkonoší. Proběhla také komunikace jak s rodinou Haškových, tak rodinou Hrušínských. 
Slavnostní odhalení se konalo 20. května 2017 za velké účasti lidí, účastnila se ho i vnoučata Jaroslava Haška Richard Hašek a Barbara Freslová, přítoman byl také starosta Kralup Petr Holeček.
Socha je jediná v Česku, která má podobu Rudolfa Hrušínského. Švejk na klíně chová psa, konkrétně stájového pinče. Pod lavičkou se pak nachází malé hovínko s mouchou, původně na něm byly plánovány čtyři mouchy s půllitrem, tato myšlenka se však neuskutečnila. 